# Хатчингс, Гуди
Гуди Хатчингс (англ. Gudie Hutchings; род. 1 сентября 1959, Корнер-Брук, Ньюфаундленд и Лабрадор) — канадский политический и государственный деятель. Член Либеральной партии Канады. Член Палаты общин Канады от избирательного округа Лонг-Рейндж с 2015 года. Министр экономического развития сельских территорий Канады (2021—2025).

## Биография
Родилась и выросла в городе Корнер-Брук в долине реки Хамбер на острове Ньюфаундленд в провинции Ньюфаундленд и Лабрадор.
30 лет работала в сфере туризма. В течение 10 лет была членом совета директоров, вице-президентом и президентом Newfoundland and Labrador Outfitters Association, регионального союза торговцев рыболовными и охотничьими товарами. Была членом учредительного совета канадской ассоциации Canadian Federation of Outfitter Associations (CFOA). Была президентом Торговой палаты Корнер-Брука (Greater Corner Brook Board of Trade, GCBBT). Также была управляющим директором и председателем совета директоров Battle Harbour Historic Trust, организации по сохранению Батл-Харбора.
Впервые избрана членом Палаты общин Канады от Либеральной партии Канады по результатам парламентских выборов 2015 года в округе Лонг-Рейндж.
2 декабря 2015 года назначена парламентским секретарём министра малого бизнеса и туризма Канады. После парламентских выборов 2019 года назначена 12 декабря парламентским секретарём министра по делам женщин, гендерного равенства и экономического развития сельских территорий Канады.
26 октября 2021 года назначена министром экономического развития сельских территорий Канады в кабинете премьер-министра Джастина Трюдо.
14 марта 2025 года при формировании правительства Карни не получила никакого назначения.

## Личная жизнь
Родила сына Дэвида.